# Unteruhldingen
Unteruhldingen — wieś w gminie Uhldingen-Mühlhofen w Niemczech, w kraju związkowym Badenia-Wirtembergia, w rejencji Tybinga, w regionie Bodensee-Oberschwaben, w powiecie Jezioro Bodeńskie. Znane z muzeum prehistorycznych domów na palach.

## Źródła
- Wolfgang Kootz: Lake Constance. Ubstadt-Weiher: Kraichgau Verlag GmbH, 2008. ISBN 3-929228-67-X. (ang.).